# Opi (Abruzzen)
Opi ist eine italienische Gemeinde in der Provinz L’Aquila in den Abruzzen und zählt (Stand 31. Dezember 2023) 377 Einwohner. Die Gemeinde liegt etwa 73,5 Kilometer südsüdöstlich von L’Aquila am Sangro im Nationalpark Abruzzen, Latium und Molise, gehört zur Comunità montana Alto Sangro e Altopiano delle Cinque Miglia und grenzt unmittelbar an die Provinz Frosinone (Latium). Die Gemeinde ist Mitglied der Vereinigung I borghi più belli d’Italia (Die schönsten Orte Italiens) und grenzt unmittelbar an die Provinz Pescara.

## Verkehr
Durch die Gemeinde führt die frühere Strada statale 83 Marsicana (heute eine Regionalstraße) von Cerchio nach Scontrone, von der hier die frühere Strada Statale 509 di Forca d'Acero nach Cassino abgeht.